# POPCORN NANCY/JUMP with chay/いつまでも
「POPCORN NANCY/JUMP with chay/いつまでも」（ポップコーン・ナンシー / ジャンプ・ウィズ・チャイ / いつまでも）は、RIP SLYMEの22枚目のトリプルA面シングル。2015年7月29日にunBORDE（Warner Music Japan）より発売された。

## 概要
前作「ピース/この道を行こう/ナイショデオネガイシマス」に引き続き、2枚目のトリプルA面シングル。5555枚の完全生産限定盤にはアロハリップくんビーチクッションが付属。通常盤・初回プレスはステッカー付き。

## 収録曲
1. POPCORN NANCY [3:52]
(作詞：RYO-Z, ILMARI, PES, SU / 作曲：DJ FUMIYA, Jazzin' park)
  - アルバム「10」にはアルバム・バージョンとして収録された。ミュージック・ビデオには清野菜名が出演している。楽曲はDJ FUMIYAが簡単なコード進行を作り、Jazzin' parkがアレンジとメロディを担当した。Jazzin' parkの提案で歌詞をエロい方向に広げようとなり、SUが何気にナンシーと言ったため、タイトルが『POPCORN NANCY』となった。RYO-Zは「スナック感覚の軽い子みたいなイメージがパッと沸いて。エロい曲になったけど、清野菜名ちゃんがミュージックビデオに出てくれて、ちょうどいい塩梅のところに落とせた」[3]。
2. JUMP with chay [4:26]
(作詞：RYO-Z, ILMARI, PES, SU / 作曲：DJ FUMIYA)
  - フジテレビ系『ENGEIグランドスラム』オープニングテーマ。同番組のために書き下ろした楽曲であり、ボーカルにchayが参加している。chayのオファーについてDJ FUMIYAは「存在自体がすごくポップで曲を一緒にやってみたいと思った」[4]。サウンドのテーマはJersey Club[3]。
3. いつまでも [3:58]
(作詞：RYO-Z, ILMARI, PES, SU, 宮原永海 / 作曲：DJ FUMIYA)
  - ヤクルト「ミルージュ」CMソング。サウンドのイメージはマドンナ辺りの80年代ポップ。歌詞は「いつまでもずっと二人でいたいよ」ということを、ヤクルトの「ずっと変わらない味」というキーワードとかけている。ILMARIがもうちょっと大人版が良い、ということでNamiが作詞に参加している[3]。
4. Laugh Maniac (Senor Coconut remix) 〜Up & Mellow Remix Collection (Bonus Track) [5:07]
(作詞：RYO-Z, ILMARI, PES, SU / 作曲：DJ FUMIYA)
  - DJ FUMIYAによるリミックスで、5thシングル「楽園ベイベー」収録曲。
5. STEPPER'S DELIGHT (TRICKY REMIX) 〜Up & Mellow Remix Collection (Bonus Track) [4:27]
(作詞：RYO-Z, ILMARI, PES, SU / 作曲：DJ FUMIYA)
  - TRICKYによるリミックス。2005年に発売されたベストアルバム『グッジョブ!』初回盤収録曲。
6. Don't Panic (Ugly Duckling Remix) 〜Up & Mellow Remix Collection (Bonus Track) [3:16]
(作詞：RYO-Z, ILMARI, PES, SU / 作曲：DJ FUMIYA)
  - Ugly Ducklingによるリミックス。2011年に配信限定でリリースされ、初CD化となった。
7. 黄昏サラウンド (tofubeats REMIX) 〜Up & Mellow Remix Collection (Bonus Track) [5:07]
(作詞：RYO-Z, ILMARI, PES, SU / 作曲：PES)
  - tofubeatsによるリミックス。ボーナストラックの中では唯一の新曲。